# 金光林
金光林（韓語：김광림，1929年9月21日—2024年6月9日），韩国诗人。

## 生平
1929年，出生于咸鏡南道元山（今北韓境內）。1946年，自元山中學校毕业。金光林一边与画家李仲燮交流，一边开设文学课程。由于反对北韓的文学政策，1947年，金光林移居南韩。金光林一边向报纸杂志投稿，一边在《国防》（국방）、《战时文学选集》（전시문학선집）等刊物上发表诗歌。1950年代末，金光林方积极活動。
1957年，金光林与全鳳健、金宗三等人編纂早期作品，共同出版诗集《战争、音乐與希望》（전쟁과 음악과 희망），方为诗坛所熟知。
1959年，出版第一部诗集《會傷心的接木》，進入当代诗壇，發行《母音》（모음）和《现代诗學》（현대시학）等期刊。

## 家庭
台灣修平科技大學教授，台灣現代詩人協會會長金尚浩是他的兒子。

## 作品

### 诗集
- 『會傷心的接木（상심하는 접목）』（1959年）
- 『心象的明朗影子（심상의 밝은 그림자）』（1962年）
- 『上午的撒網（오전의 투망）』（1965年）
- 『鶴的墜落（학의 추락）』（1971年）
- 『葛藤（갈등）』（1973年）
- 『盛冬的散步（한겨울 산책）』（1976年）
- 『以語言做的鳥（언어로 만든 새）』（1979年）
- 『陀螺在弄直時才會抖動（바로 설 때 팽이는 운다）』（1982年）
- 『天上的花（천상의 꽃）』（1985年）
- 《在語言的沙漠》（말의 사막에서）』（1989年）
- 《不折不扣地》（곧이곧대로）』（1993年）
- 《白晝的燈火》（대낮의 등불）』（1996年）
- 《疼痛的男人》（앓는 사내）』（1998年）
- 《失去的鐵環》（놓친 굴렁쇠）』（2001年）

### 註腳
1. ↑  . library.ltikorea.or.kr.   [2023-10-30]. （原始内容存档于2022-05-22） （韩语）.
2. ↑  . www.donga.com. 2023-03-08  [2024-06-09]. （原始内容存档于2024-06-09）.
3. ↑  김용래. . 연합뉴스. 2024-06-09  [2024-06-09]. （原始内容存档于2024-07-04） （韩语）.

### 文獻
- 金尚浩.  (PDF). 臺灣文學研究雧刊. 2018-12-01, (21): 27-62  [2023-10-30]. doi:10.3966/181856492018120021002. （原始内容存档 (PDF)于2023-10-30）.